# Ayub Masika
Ayub Timbe Masika (ur. 10 września 1992 w Nairobi) – kenijski piłkarz grający na pozycji napastnika. Od 2021 jest zawodnikiem klubu Vissel Kobe.

## Kariera klubowa
Swoją karierę piłkarską Masika rozpoczął w klubie Ligi Ndogo SC. Następnie trenował w JMJ Academy, a w 2006 roku wyjechał do Belgii, do szkółki piłkarskiej Anderlechtu. W latach 2008–2010 trenował w juniorach klubu Germinal Beerschot.
W 2010 roku Masika został zawodnikiem KRC Genk. W 2011 roku stał się członkiem pierwszego zespołu. W Genk zadebiutował 15 stycznia 2012 w zremisowanym 1:1 wyjazdowym meczu z SV Zulte Waregem. W sezonie 2012/2013 zdobył z Genkiem Puchar Belgii. Od 2014 do 2016 był zawodnikiem Lierse SK.
W 2017 roku Masika wyjechał do Chin i został zawodnikiem klubu Beijing Renhe. W 2018 roku był z niego wypożyczony do Heilongjiang Lava Spring, a w 2020 do Reading.
| Sezon   | Klub                     | Kraj   | Rozgrywki       | Mecze | Bramki |
| ------- | ------------------------ | ------ | --------------- | ----- | ------ |
| 2011/12 | KRC Genk                 | Belgia | Eerste klasse A | 6     | 0      |
| 2012/13 | KRC Genk                 | Belgia | Eerste klasse A | 11    | 0      |
| 2013/14 | KRC Genk                 | Belgia | Eerste klasse A | 12    | 0      |
| 2014/15 | KRC Genk                 | Belgia | Eerste klasse A | 1     | 0      |
| 2014/15 | Lierse SK                | Belgia | Eerste klasse A | 16    | 1      |
| 2015/16 | Lierse SK                | Belgia | Eerste klasse B | 22    | 7      |
| 2016/17 | Lierse SK                | Belgia | Eerste klasse B | 20    | 6      |
| 2017    | Beijing Renhe            | Chiny  | League One      | 23    | 8      |
| 2018    | Heilongjiang Lava Spring | Chiny  | League One      | 6     | 2      |
| 2018    | Beijing Renhe            | Chiny  | Super League    | 14    | 7      |
| 2019    | Beijing Renhe            | Chiny  | Super League    | 12    | 2      |
| 2019/20 | Reading                  | Anglia | Championship    | 5     | 0      |

## Kariera reprezentacyjna
W reprezentacji Kenii Masika zadebiutował 16 października 2012 roku w przegranym 1:2 towarzyskim meczu z Republiką Południowej Afryki, rozegranym w Nairobi.